# Obum Gwacham
Obum Gwacham (Onitsha, 20 marzo 1991) è un giocatore di football americano nigeriano che milita nel ruolo di defensive end per i British Columbia Lions della Canadian Football League (CFL).

## Carriera professionistica

### Seattle Seahawks
Dopo avere giocato al college all'Università statale dell'Oregon, Gwacham fu scelto nel corso del sesto giro (209º assoluto) del Draft NFL 2015 dai Seattle Seahawks. Fu svincolato il 5 settembre 2015.

### New Orleans Saints
IL 6 settembre 2015, Gwacham firmò coi New Orleans Saints con cui debuttò come professionista subentrando nella gara del secondo turno contro i Tampa Bay Buccaneers. Nella settimana 10 mise a segno i primi 1,5 sack in carriera su Kirk Cousins dei Washington Redskins.

## Statistiche
| Partite totali      | 7   |
| Partite da titolare | 0   |
| Tackle totali       | 8   |
| Sack                | 2,5 |
| Intercetti          | 0   |
| Fumble forzati      | 0   |